# سو شی
سو شی (انگلیسی: Su Shi؛ ۸ ژانویهٔ ۱۰۳۷ – ۲۴ اوت ۱۱۰۱) شاعر، نویسنده و نقاش اهل چین بود.